# Championnat de Djibouti de football 2019-2020
Navigation
Édition précédente Édition suivante
La saison 2019-2020 du Championnat de Djibouti de football est la 30e édition du championnat de première division nationale. Les dix clubs engagés sont regroupés au sein d'une poule unique où ils s'affrontent à deux reprises au cours de la saison. À l'issue du championnat, les deux derniers du classement final sont relégués et remplacés par les deux meilleurs clubs de Division 2.
C'est la Garde Républicaine FC qui remporte la compétition cette saison après avoir terminé en tête du classement final, avec deux points d'avance sur le tenant du titre. Il s'agit du premier titre de champion de Djibouti de l'histoire du club.

## Participants
- AS Ali Sabieh
- AS Port
- AS Arta/Solar7
- Garde Républicaine FC
- Institut Saoudien FC - Promu de Division 2 et renommé Institut/Entreprise Travaux Public
- Université de Djibouti FC renommé AS Espérance Sportive de Djibouti
- AS Gendarmerie Nationale
- ACS Hayableh
- EAD FC - Promu de Division 2
- Dikhil Football Club

## Compétition

### Classement
Le classement est établi sur le barème de points classique (victoire à 3 points, match nul à 1, défaite à 0). Pour départager les égalités, on tient d'abord compte de la différence de buts générale, puis du nombre de buts marqués, puis des confrontations directes.
| Rang | Équipe                               | Pts | J  | G  | N | P  | Bp | Bc | Diff |
| ---- | ------------------------------------ | --- | -- | -- | - | -- | -- | -- | ---- |
| 1    | Garde Républicaine FC                | 38  | 18 | 12 | 2 | 4  | 36 | 13 | +23  |
| 2    | AS Port T                            | 36  | 18 | 11 | 3 | 4  | 39 | 24 | +15  |
| 3    | AS Ali Sabieh                        | 35  | 18 | 11 | 2 | 5  | 46 | 26 | +20  |
| 4    | AS Arta/Solar7C                      | 31  | 18 | 9  | 4 | 5  | 39 | 21 | +18  |
| 5    | Dikhil Football Club                 | 30  | 18 | 8  | 6 | 4  | 38 | 16 | +22  |
| 6    | AS Gendarmerie Nationale             | 27  | 18 | 8  | 3 | 7  | 24 | 19 | +5   |
| 7    | AS Espérance Sportive Djibouti       | 26  | 18 | 8  | 2 | 8  | 34 | 22 | +12  |
| 8    | ACS Hayableh                         | 17  | 18 | 4  | 5 | 9  | 22 | 34 | -12  |
| 9    | EAD P                                | 11  | 18 | 3  | 2 | 13 | 20 | 47 | -27  |
| 10   | Institut/Entreprise Travaux Public P | 4   | 18 | 1  | 1 | 16 | 12 | 88 | -76  |

|  | Champion de Djibouti 2019-2020                                                    |
|  | Qualification pour la Coupe de la confédération 2020-2021                         |
|  | Relégation en Division 2                                                          |
|  | T : Tenant du titre C : Vainqueur de la Coupe de Djibouti P : Promu de Division 2 |

## Bilan de la saison
| Championnat de Djibouti de football 2019-2020 |                                    |
| Champion                                      | Garde Républicaine FC (1er titre)  |
| Coupes et trophées                            |                                    |
| Vainqueur de la Coupe de Djibouti 2019-2020   | AS Arta/Solar7                     |
| Qualifications continentales                  |                                    |
| Ligue des champions de la CAF 2020-2021       | Garde Républicaine FC              |
| Coupe de la confédération 2020-2021           | AS Arta/Solar7                     |
| Promotions et relégations                     |                                    |
| Promus en Division 1                          | AS Barwaqo/CCO                     |
| Promus en Division 1                          | Q5/Nourie Transit                  |
| Relégués en Division 2                        | EAD                                |
| Relégués en Division 2                        | Institut/Entreprise Travaux Public |